# 二氧化铽
二氧化铽是一种无机化合物，化学式为TbO2。它可由三氧化二铽在1000atm的氧气下于300℃生成。

## 化学性质
二氧化铽在340℃开始分解，生成Tb5O8并放出氧气。
5 TbO2->Tb5O8+O2